# Hermann Niehaus

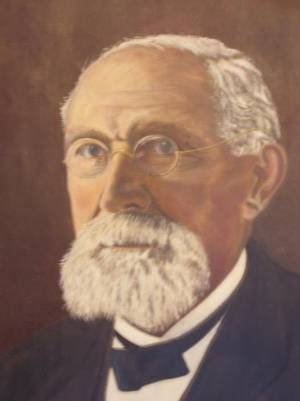
Hermann Niehaus (Gemälde)

Hermann Niehaus (* 28. Juli 1848 in Steinhagen; † 23. August 1932 in Quelle) war der zweite Stammapostel der Neuapostolischen Kirche (NAK).

## Kindheit und Herkunft
Niehaus wurde am 28. Juli 1848 in Steinhagen bei Bielefeld geboren. Die Eltern bewirtschafteten ein kleines Bauerngut. Der Vater war kränklich und deshalb arbeitete die Mutter am Webstuhl mit. 1867 verlegte der evangelische Pastor Friedrich Menkhoff seinen Wohnsitz von Amsterdam nach Bielefeld. Er hatte von Franz Hübner und Apostel Schwarz über den neuapostolischen Glauben gehört und seine Kirchenbehörde stellte ihn vor die Wahl, entweder weiterhin die evangelische Lehre zu predigen oder seine Pfarrstelle aufzugeben. Er konvertierte und war als Evangelist der Apostolischen Gemeinde tätig. Niehaus stellte ihm für Versammlungen sein eigenes Haus zur Verfügung.

## Anfänge der Neuapostolischen Kirche
Im Sommer 1868 besuchte Apostel Schwarz Bielefeld. In dem ersten Gottesdienst, den er dort hielt, wurde auch Hermann Niehaus mit seinen Eltern versiegelt, und am Sonntag darauf wurde er von Apostel Schwarz mit dem Diakonenamt betraut. Als Apostel Schwarz 1869 zum zweiten Mal von Holland nach Westfalen kam, konnte er in Bielefeld etwa 100 Seelen versiegeln. Hermann Niehaus wurde zum Evangelisten ordiniert und der Evangelist Menkhoff zum Bischof ordiniert.
1872 war Niehaus anlässlich der Einsetzung des Bischofs Menkhoff zum Apostel in Amsterdam und wurde dort selbst zum Bischof ordiniert. Er nahm dieses Amt jedoch zunächst nicht an, sondern blieb weiterhin Evangelist. In den 70er Jahren wurde er dann zum Ältesten eingesetzt und diente in diesem Amt bis 1894. Zu diesem Zeitpunkt war Apostel Menkhoff nicht mehr dienstfähig und man übertrug Niehaus abermals das Bischofsamt. Am 8. Mai 1880 heiratete Hermann Niehaus Johanne Hellweg, die Tochter eines Diakons. Im Juni 1901 verstarb seine Frau. Mit Wilhelmine Niehüser ging er seine zweite Ehe ein.
Der in den Niederlanden tätige Apostel F.W. Schwarz war für die Apostel die oberste Lehrautorität. Nach dessen Tod 1895 stellten sich die Apostel mehr und mehr unter die Führung des Apostels Friedrich Krebs. Seit 1897 wurde dieser als Stammapostel bezeichnet. Nach dem Tode von Menkhoff setzte Krebs am 21. Juli 1896 Hermann Niehaus zum Apostel für den Bielefelder Bereich ein. 1898 bestimmte er ihn dann in einem Gottesdienst in Berlin als seinen Nachfolger als Stammapostel. Am 20. Januar 1905 starb Krebs und Niehaus übernahm das Amt. Er galt vielen Gemeindemitgliedern damals als direkter „Träger des Geistes des verstorbenen Stammapostels Krebs“. Seine Bedeutung für die Entwicklung der NAK im Hinblick auf innere Festigung, Ausbreitung und Profilgebung ist außerordentlich groß.
Im August 1906 setzte Niehaus für den verstorbenen Apostel Ruff den Apostelhelfer Johann Gottfried Bischoff zum Bezirksapostel für Mitteldeutschland und Württemberg ein. Außerdem benannte er 1907 die Gemeinschaft von Neuapostolische Gemeinde in Neuapostolische Kirche um und erwarb den Status einer Körperschaft des öffentlichen Rechts. Er setzte zahlreiche jüngere Amtsträger ein und berief regelmäßig Apostelversammlungen ein. Außerdem ersetzte er 1909 die Kirchenschriften Der Herold und Wächterstimme aus Ephraim durch die Neuapostolische Rundschau. 1908 gab er die Allgemeinen Hausregeln heraus und 1916 das erste Lehrbuch über den neuapostolischen Glauben Fragen&Antworten. Dieses gibt es in seiner Auflage 1992 heute noch.
Am 19. August 1909 besuchte er zusammen mit Apostel Carl August Brückner als erster Stammapostel die amerikanischen Gemeinden. Der Ausbruch des Ersten Weltkrieges 1914 brachte große Belastungen für die Gemeinde. Für die Soldaten wurde das Abendmahl als Feldpostbrief mit einer mit drei Tropfen Wein beträufelten Hostie versandt. 1917 wurden die Hostien in dieser Form in allen Gemeinden eingeführt.

## Nachfolgeregelung und Machterhalt
Am 10. Oktober 1920 ernannte Niehaus den Apostel J. G. Bischoff zum Stammapostelhelfer und am 14. Dezember 1924 bestimmte er ihn zu seinem Nachfolger. Eigentlich war dazu der sächsische Apostel Carl August Brückner vorgesehen gewesen. Dieser hatte jedoch seit 1917 die zunehmend von Träumen und Visionen geleitete Führung von Niehaus und den Machtanspruch des Stammapostelamtes in Frage gestellt und war am 17. April 1921 aus der Kirche ausgeschlossen worden. Die Gründe für seinen Ausschluss legen aus heutiger Quellenlage eine Intrige durch J. G. Bischoff nah. Brückner gründete mit Apostel Max Ecke und etwa 6.000 Anhängern den Reformiert-Apostolischen Gemeindebund. Eine weitere Spaltung der neuapostolischen Bewegung hatte es 1911 gegeben, als nach einer Apostelversammlung der australische Apostel Heinrich Friedrich Niemeyer während der Heimfahrt aus der Kirche ausgeschlossen wurde. Er hatte sich wie Brückner gegen den Machtanspruch des Stammapostels zu wehren versucht. Er gründete nach seiner Rückkehr die Apostolic Church of Queensland. Als Reaktion auf diese Krisen ließ Niehaus sich am 21. September 1921 in Bielefeld von allen Aposteln das Vertrauen aussprechen und schloss sie in einem eigenen Verein, dem Apostelkollegium der Neuapostolischen Gemeinden Deutschlands zusammen.

## Festigung der Funktion des Stammapostels
Um den Stammapostel entwickelte sich ein ausgeprägter Personenkult, der sich besonders an den Feiern zu seinem Geburtstag zeigte und durch den Stammapostelhelfer Bischoff gefördert und inszeniert wurde. Zum 80. Geburtstag und 60-jährigen Amtsjubiläum von Niehaus wurde eine Schrift Der Größte unter ihnen vom Apostelkollegium herausgegeben. Am 3. Oktober 1926 feierte der Stammapostel Niehaus noch seine Silberhochzeit, dann zwang ihn am 25. Januar 1930 ein Unfall am Vorabend der Feiern zu seinem 25-jährigen Stammaposteljubiläum, sich von seiner Tätigkeit zurückzuziehen. Er erholte sich nicht mehr und am 21. September 1930 versetzte ihn das Apostelkollegium in den Ruhestand. Er verstarb am 23. August 1932 im Alter von 84 Jahren. Er erhielt kirchenintern den Namen: Vater Niehaus. Niehaus wurde unter großer Anteilnahme der Bevölkerung auf dem Friedhof in Steinhagen, der heute unter dem Namen Alter Friedhof bekannt ist, beigesetzt.

## Bilanz seiner Tätigkeit
Im Jahre 1905 hatte Stammapostel Niehaus sechs Apostelbezirke mit 488 Gemeinden übernommen; am Abschluss seiner Amtszeit waren daraus zwölf europäische Apostelbezirke mit etwa 1.600 Gemeinden geworden, zu denen noch 200 überseeische Gemeinden, die in dieser Zeit entstanden, zu zählen sind. 1925 zählte die NAK in Deutschland 138.000 Mitglieder.